# Enguri vízerőmű
Az Enguri vízerőmű (grúzul: ენგურის ჰიდროელექტროსადგური [engurisz hidroelektroszadguri]) a Grúzia északnyugati részén található Enguri folyó duzzasztásával létrehozott vízerőmű rendszer. Építése 1978-ban fejeződött be. Fő duzzasztógátja a világ legnagyobb íves völgyzáró gátja. Magassága 271,5 m, szélessége 750 m, négymillió m³ beton felhasználásával készült. A víztározó vizét 14,5 km hosszú, 9,5 m széles nagynyomású alagúton keresztül vezetik a Szaberio falu mellett található áramtermelő egységhez. Beépített össz-teljesítménye 1300 MW. A vízerőmű öt db Francis-turbinával rendelkezik, melyek 260 MW teljesítményű generátorokat hajtanak. Éves villamosenergia-termelése átlagosan 3,8 milliárd kWh.
A vízerőmű a grúz–abház konfliktus-zónában fekszik. A duzzasztógát grúz, míg az áramtermelő egységek abház ellenőrzés alatt álló területen találhatók.